# 伯雷
伯雷（法語：Beurey，法語發音：[bøʁɛ]）是法国奥布省的一个市镇，属于特鲁瓦区。

## 地理
伯雷（48°11'3"N, 4°27'59"E）面积17.33 平方千米，位于法国大東部大區奥布省，该省份为法国中北部省份，北起马恩省，西接塞纳-马恩省，西南至约讷省，东南至科多尔省，东临上马恩省。
与伯雷接壤的市镇（或旧市镇、城区）包括：贝尔蒂尼奥勒、阿尔斯河畔比克西耶尔、谢尔韦、隆普雷勒塞克、马尼昂、皮和尼斯芒、蒂耶夫兰、巴尔斯河畔旺德夫尔。

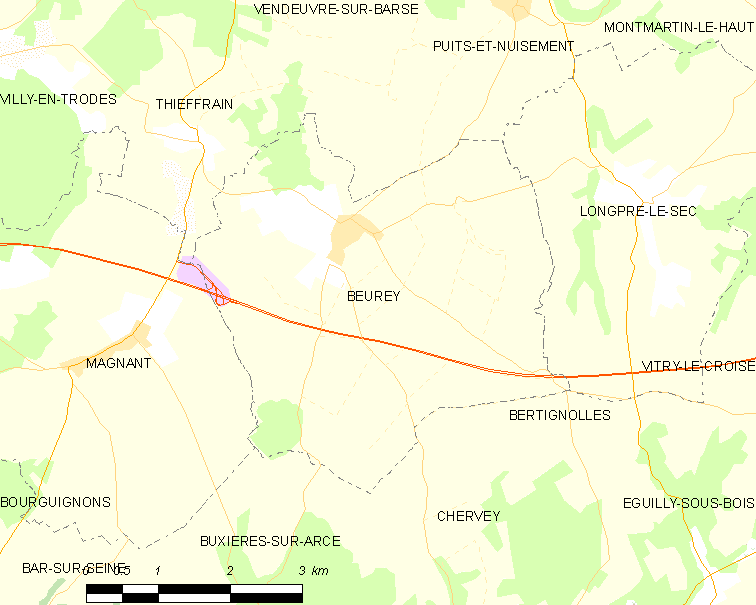
伯雷的OSM定位图

伯雷的时区为UTC+01:00、UTC+02:00（夏令时）。

## 行政
伯雷的邮政编码为10140，INSEE市镇编码为10045。

## 政治
伯雷所属的省级选区为巴尔斯河畔旺德夫尔县。

## 人口

1962-2008年间伯雷人口变化图示

伯雷于2022年1月1日时的人口数量为178人。